# ハイトーン

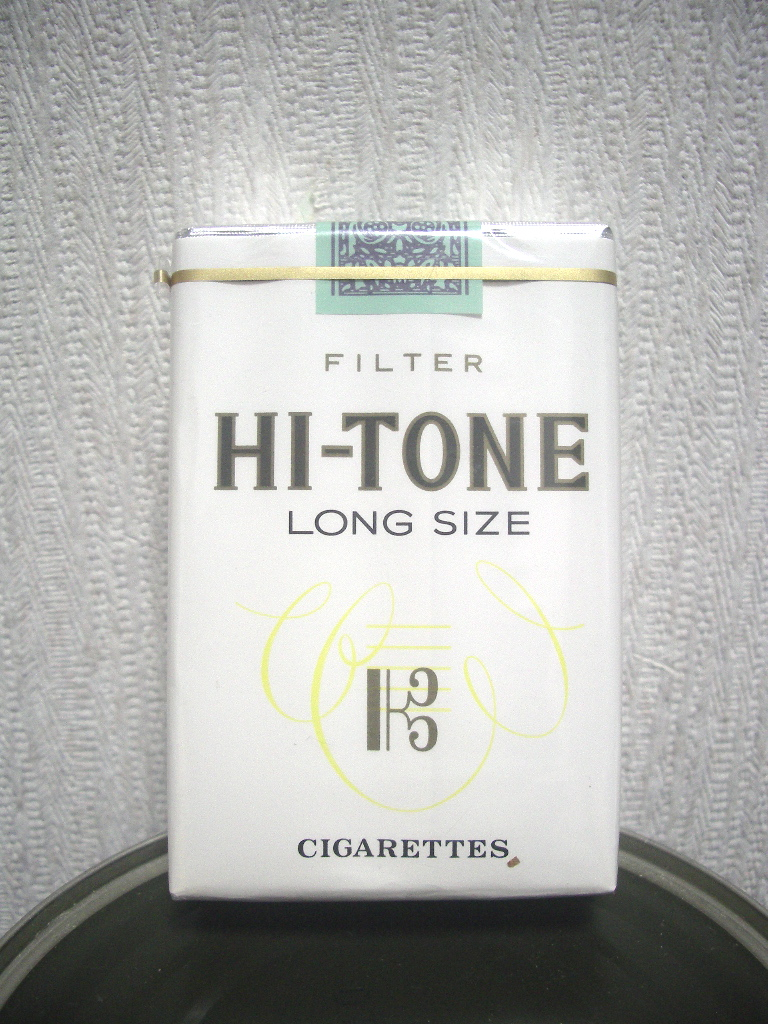
HI-TONE旧デザイン

ハイトーン（HI-TONE）は、日本たばこ産業(JT)が沖縄県向けに製造・販売していた紙巻きたばこの銘柄である。フィルター付き。
沖縄返還時に旧専売公社が引き継ぎ、民営化後もJTが販売継続した3ブランドのうち、唯一比較的良質なタバコの葉を使用するため税法上の旧3級品とはなっていなかった。しかしそれでも日本本土の一般的なブランドよりは安価であった。2011年に製造を終了した。

## 概要
1952年頃から沖縄での紙巻きたばこ現地生産を企図した香港のイギリス系資本が、当初先発の琉球煙草社との提携を図るも頓挫、沖縄県内の商社と提携して1953年に琉球香港煙草株式会社を設立した。翌1954年4月から原料葉を香港から輸送して沖縄本島・豊見城村でのたばこ現地生産を開始したが、売れ行きは不調で同年10月には早々に会社解散に至った。
琉球香港煙草の工場施設は琉球銀行の管理下に入ったが、1956年、その工場設備を引き継いでオリエンタル煙草が設立され紙巻きたばこ生産に再参入、同社は琉球煙草に次ぐ沖縄煙草業界の二番手メーカーとなった。
「ハイトーン」はオリエンタル煙草から1964年に発売された銘柄で、在来銘柄に比べて軽い吸い味を特徴とする。
1972年の沖縄返還によるたばこ専売化によって、銘柄はオリエンタル煙草から旧専売公社に引き継がれたが、以降も沖縄県専用銘柄として存続した。なおオリエンタルのたばこ銘柄で専売公社に引き継がれたものとしては他に「ロン」(Lon)があったが、1978年に製造を終了している。
ハイトーンの販売は長く存続、パッケージも後年、健康への警告表示が強化されたのに伴いアレンジが加えられたが、基本的に返還当時のままであった（うるまも参照）。封緘紙デザインはハイライトと沖縄限定のバイオレットの2銘柄と共有していた。
2011年5月12日、東北地方太平洋沖地震（東日本大震災）の影響による生産体制の見直しにより、販売量が少ないことを理由に生産打ち切りとなった。

## 製品一覧

### 販売終了製品
※発売年月日は旧専売公社としての発売日